# Estonské postpozice
V estonštině se spíše než předložky, jež často nahrazují i pádové koncovky, používají postpozice, tedy „záložky“, které nestojí před slovem, ale za ním, např.: linna kohal/nad městem.
| Kuhu?   | Kam?       | Kus?   | Kde?      | Kust    | Odkud     |
| ------- | ---------- | ------ | --------- | ------- | --------- |
| sisse   | dovnitř    | sees   | uvnitř    | seest   | zevnitř   |
| alla    | pod        | all    | pod       | alt     | zpod      |
| kohale  | nad        | kohal  | nad       | kohalt  | seshora   |
| ette    | před       | ees    | před      | eest    | zepředu   |
| taha    | za         | taga   | za        | tagand  | zpoza     |
| peale   | na         | peal   | na        | pealt   | z něčeho  |
| keskele | doprostřed | keskel | uprostřed | keskelt | zprostřed |

| Kuhu?/Kam? | Kus?/Kde? | Kust?/Odkud? | Význam        |
| ---------- | --------- | ------------ | ------------- |
| järele     | järel     | järelt       | po, za        |
| juurde     | juures    | juurest      | u             |
| kõrvale    | kõrval    | kõrvalt      | vedle, poblíž |
| lähedale   | lähedal   | lähedalt     | blízko        |
| vahele     | vahel     | vahelt       | mezi          |
| äärde      | ääres     | äärest       | u, podél      |
| poole      | pool      | poolt        | k, na         |

## Příklady užití postpozic
- akna ees – před oknem
- ukse taga – za dveřmi
- selja taga – za zády
- nurga tagant – zpoza rohu
- päike tuli pilve tagand – slunce vyšlo zpoza mraků
- klaveri taha istuda – posadit se za klavír
- laua peal – na stole
- aken on tänava poole – okno je směrem do ulice